# Sepulcro del arcediano Gutierre de Castro

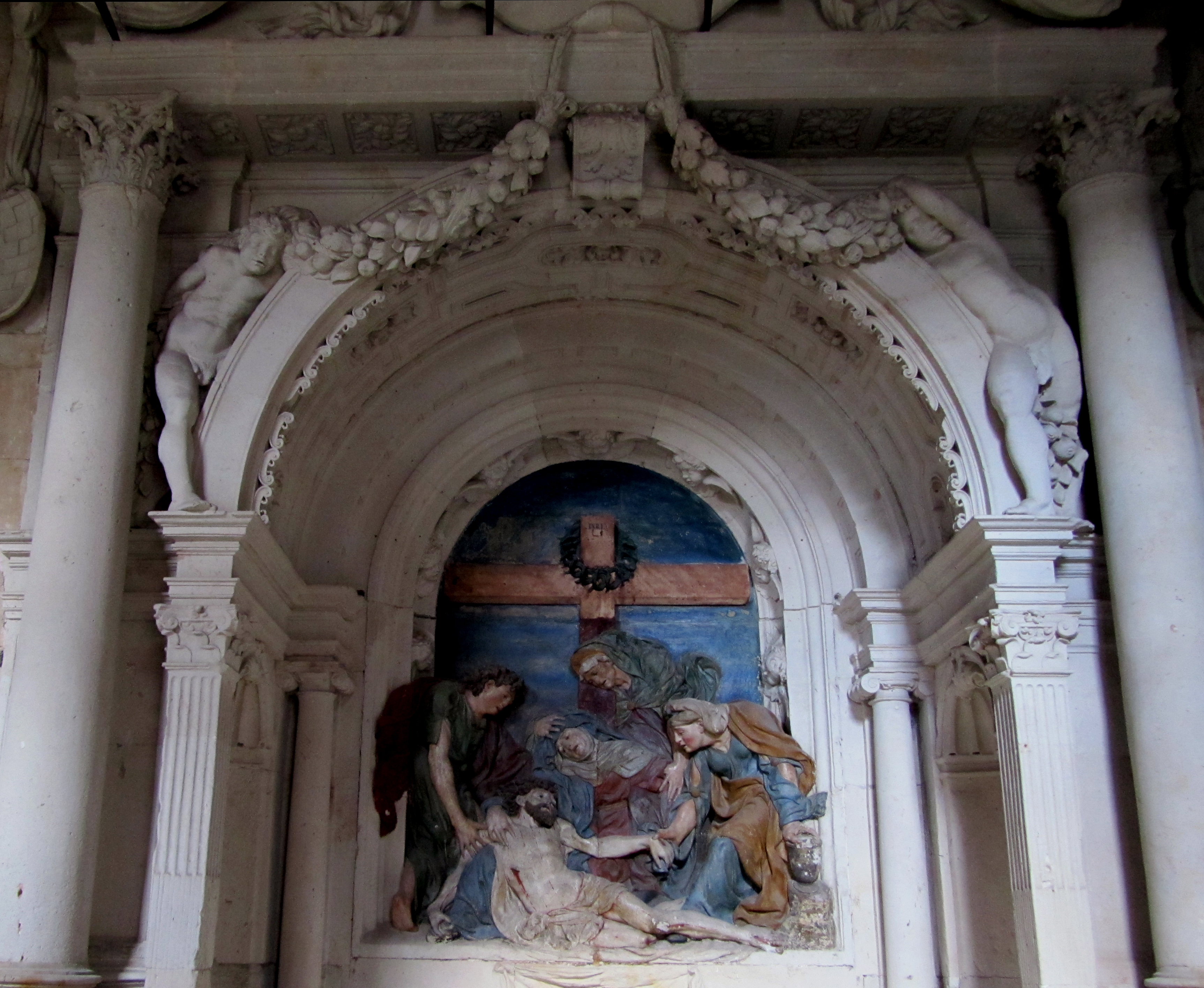
Sepulcro del arcediano Gutierre de Castro por Juan de Juni en la Catedral Vieja de Salamanca.

El sepulcro del arcediano Guierre de Castro es un monumento funerario del renacimiento español, realizado por el escultor Juan de Juni hacia mediados del siglo XVI y que se encuentra en el claustro de la Catedral Vieja de Salamanca.

## Historia
El sepulcro, tiene semejanza con las estructuras italianas del siglo XV y es del tipo de arcolosio; fue realizado hacia el año 1540. Guarda un gran parecido con el tabernáculo que hizo Giovanni della Robbia para la iglesia de los Santos Apóstoles de Florencia. No existe ningún documento inicial sobre este sepulcro, pero sí hay la descripción que de él hizo Antonio Palomino, dándole la autoría a Juni:

..un retablo de piedra que está en la iglesia antigua de Salamanca, con un Descendimiento de la cruz, y a un lado Santa Ana dando lección a su Hija Santísima, y al otro San Juan Bautista, y en el frontal de la mesa de altar, el bulto del sepultado en bajorrelieve, sobre dos almohadas, en su féretro, muy bien dispuesto en perspectiva, en que se conoce lo sabía muy bien; y asimismo la arquitectura del retablo con sus buenos adornos, niños, serafines y algunas calaveras.
A. Palomino, El Museo pictórico y escala óptica, Madrid 1715-24

## Arquitectura
La estructura arquitectónica es de arcosolio con dos columnas sobre pedestales y con capiteles corintios que enmarcan el conjunto. Sostienen un entablamento, en el centro del cual hay una cartela, que se cree tendría la inscripción funeraria que por estar escrita con pintura, con el paso de los años no se aprecia nada. A los lados de esta cartela hay unos paños que cuelgan de unas cabezas de león y entre sus pliegues un par de calaveras; en los extremos de estos paños se sujetan los escudos del arcediano, con seis roeles y ajedrezado.
En la parte inferior está la urna en cuyo frente se encontraba en relieve, la imagen del arcediano, tal como lo describe Palomino. La parte superior de la urna está completamente lisa, por lo que se supone que hacía el servicio de altar.
Dentro de todo este marco arquitectónico, se encuentra una hornacina con una profundidad de casi un metro, en forma de arco de medio punto sostenido por dos pilastras; a los lados de la hornacina central hay otras dos, una a cada lado, más pequeñas, con adorno de veneras. Están vacías sin saber si hubo alguna imagen en ellas. La arquivolta en su parte superior luce dos grandes guirnaldas con ramas y hojas llenas de frutas, que sujetan sobre sus espaldas dos hermosos niños.

## Escultura

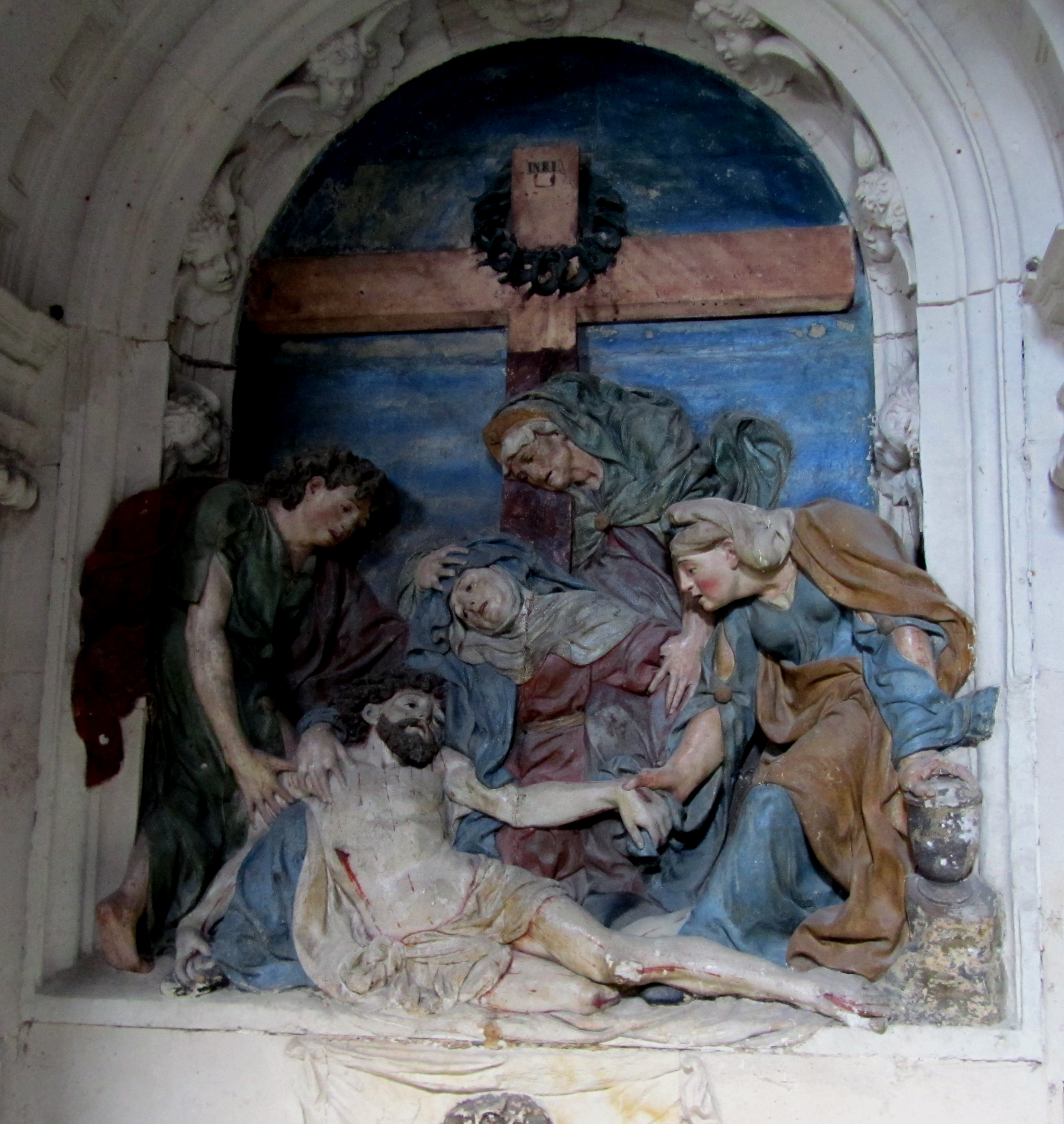
Descendimiento realizado por Juan de Juni

La parte escultórica se aprecia en el fondo del arco y está formada por el relieve del Descendimiento también llamado de La Piedad. En una franja inferior, a modo de predela, hay un relieve de la Santa Faz sobre un paño extendido. El intradós del arco esta ornado por cabezas de serafines aladas. En el fondo del relieve se encuentra una cruz con la corona de espinas.
La composición y movimiento de las figuras las consiguió Juni, por medio de enlazar con las manos a los personajes, así se ve a María Magdalena, que toma una mano de Cristo. San Juan y la Virgen posan las suyas también sobre Jesús y María Salomé sujeta a María con su mano sobre la cabeza, así se consigue la igualdad del grupo. La Virgen ocupa el centro y San Juan y María Magdalena los ángulos formando un cuadrado, que consigue romper el artista con la formación de una línea imaginaria en diagonal, con la posición de las cabezas de Cristo, su Madre y María Salomé. Cristo tiene la cabeza en escorzo hacia atrás y está apoyado en la pierna derecha de la Virgen, de tal manera que su axila encaja en la rodilla de su Madre. Este es un efecto muy habitual que realizaba Juni en sus «Piedades». Los grandes pliegues de todas las vestiduras están realizados con unas ondulaciones de perfectas curvas.

## Policromía
El sepulcro está realizado con piedra arenisca de Salamanca y mide 384 cm de anchura. Tiene policromía conservada en la parte del relieve central del Descendimiento, en la Santa Faz y en las imágenes de Santa Ana con la Virgen y San Juan Bautista, ambas conservadas en el trascoro de la catedral Nueva de Salamanca.
Esta policromía fue aplicada con colores lisos y sin ninguna clase de motivos de adorno. En el grupo del Descendimiento, San Juan viste túnica de color verde y manto rojo, la Virgen María túnica roja, manto azul y toca blanca, Salomé muestra los mismos colores que San Juan pero con la túnica roja y el manto verde, María Magdalena tiene la túnica azul, el manto amarillo y la toca blanca, el paño de pureza de Cristo es blanco.